# Helge Forkman
Helge Ernst Hjalmar Forkman, född 27 november 1895 i Kävlinge församling, Malmöhus län, död 10 juli 1963 i Malmö, var en svensk rådman.
Forkman, som var son till kyrkoherde Andreas Forkman och Nanna Mauritzson, avlade studentexamen i Lund 1914 och blev juris kandidat 1918. Han blev extra ordinarie notarie i Skånska hovrätten 1918, satt ting i Norra Åsbo domsaga 1921–1922, tjänstgjorde vid Malmö rådhusrätt från 1923, blev polisnotarie 1929, aktuarie 1932, exekutionsnotarie samma år, assessor samma år och var rådman från 1947. Han var fältkrigsdomare i Malmö 1941–1945. Han var adjungerad ledamot av Skånska hovrätten 1936, sekreterare hos Malmö stads byggnadsnämnd från 1936, hos föreningen Södra folkbarnträdgården 1936–1948, suppleant i styrelsen för föreningen Sveriges stadsdomare 1941–1947, styrelseledamot från 1948, av länsstyrelsen utsedd suppleant i lokalstyrelsen för realskolan för gossar från 1941 samt blev suppleant i Malmö stads byggnadsnämnd 1948 och var vice ordförande där 1951–1960.